# Laima Amelina

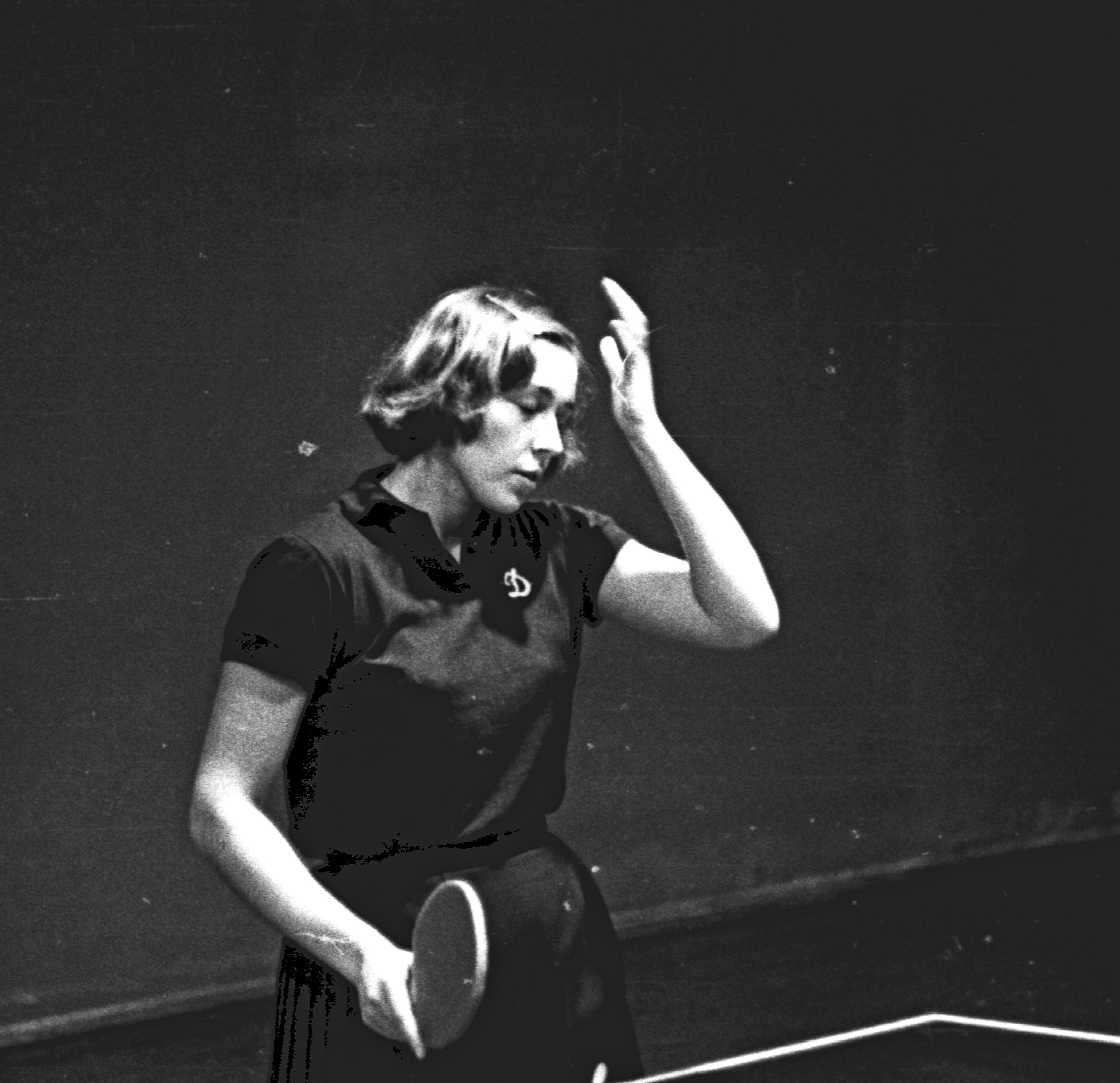
Laima Balaišytė-Amelina 1971

Laima Amelina (geb. Balaišytė; * 3. Januar 1948 in Vilnius) ist eine ehemalige Tischtennisspielerin. Sie nahm in den 1960er Jahren an vier Weltmeisterschaften und einer Europameisterschaft teil. 1969 wurde sie Mannschaftsweltmeister im Tischtennis.
In manchen Quellen wird ein anderes Geburtsdatum angegeben, etwa März 1948.

## Werdegang
Laima Balaišytė ist die Tochter der Tischtennisspielerin und mehrfachen russischen Meisterin Bronė Balaišienė (1921–1983), geb. Vitartaitė. Mit acht Jahren begann sie Tischtennis zu spielen.  1973 absolvierte sie das Studium am Sportinstitut in Moskau.

### Erfolge in der Jugend
Viele internationale Medaillen gewann sie bei Jugend-Europameisterschaften. 1961 und 1962 holte sie hier mit der Mannschaft Gold, 1961 erreichte sie im Doppel das Endspiel und 1962 wurde sie Europameisterin im Einzel. 1965 kam sie im Einzel bis ins Halbfinale, im Doppel mit Bella Anisimova gewann sie Silber.

### Erwachsene
1962 und 1964 gewann Laima Balaišytė die sowjetische Meisterschaft. Bei den Weltmeisterschaften 1963 und 1965 kam sie nicht in die Nähe von Medaillenrängen. Erfolgreicher lief es 1967 im Mannschaftswettbewerb, das Team wurde Zweiter hinter Japan. 1969 wurde die sowjetische Damenmannschaft in München Weltmeister.

## Privat
Mitte der 1960er Jahre heiratete Laima Balaišytė den russischen Tischtennis-Nationalspieler Anatoli Amelin. Mit ihm hat sie eine Tochter. Sie lebt in Moskau.
Ihr Bruder Rimgaudas Balaiša ist Präsident des litauischen Tischtennisverbandes (Lietuvos stalo teniso federacija).